# Calvinistisch bewind van Mechelen

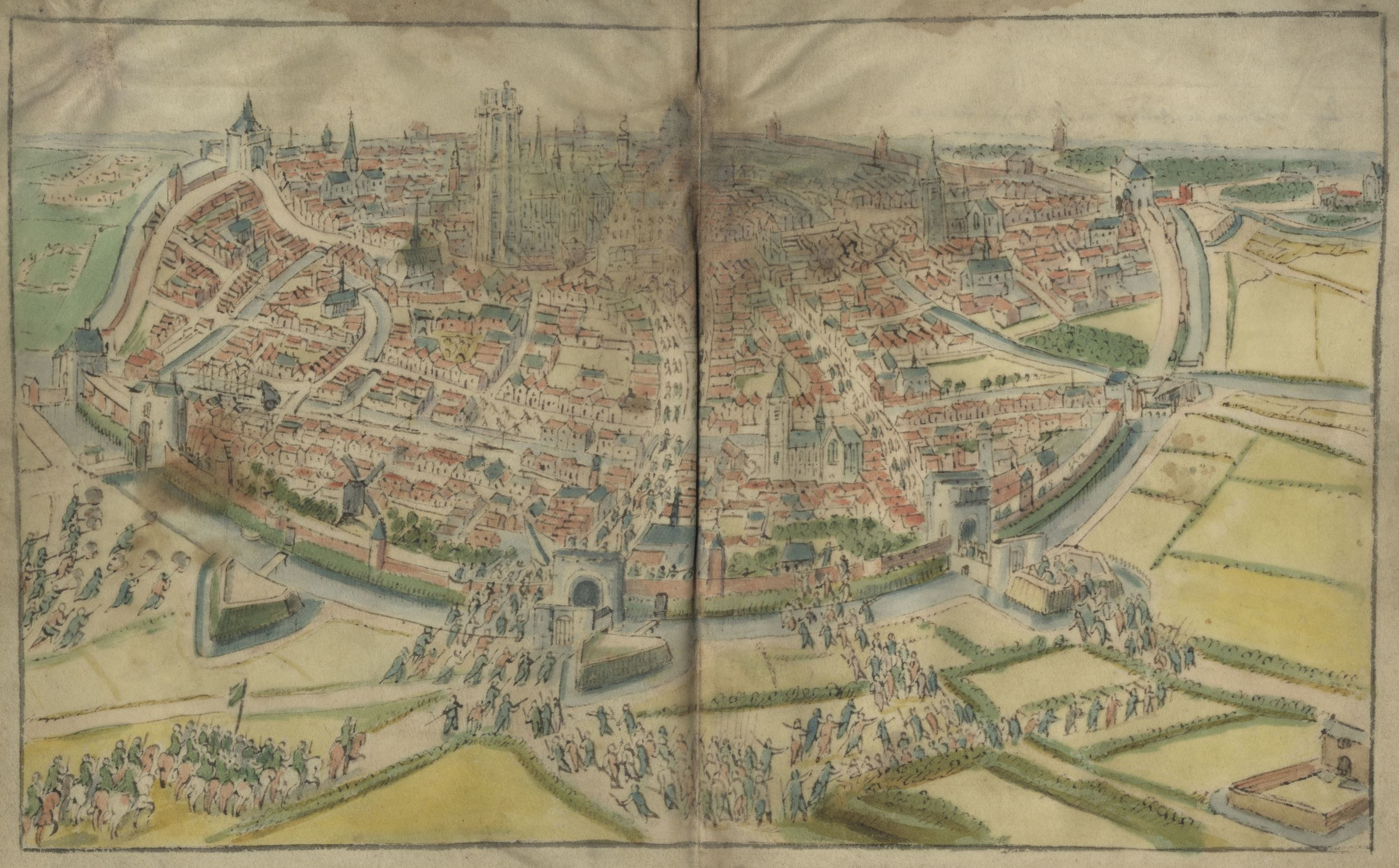
Engelse furie van 9 april 1580

Mechelen kende van april 1580 tot juli 1585 een calvinistisch bewind.

## Context
Mechelen nam in 1572 deel aan de opstand tegen het gezag van koning Filips II van Spanje door op 29 augustus de poorten te openen voor de aanhangers van Willem van Oranje. De reactie van landvoogd Alva bleef niet uit. In oktober nam zijn zoon Don Frederik de stad terug op de geuzen en richtte hij er de Spaanse Furie aan om een afschrikwekkend voorbeeld te stellen. Door de vele doden en vertrekkers transformeerde Mechelen tot een bastion van conservatisme, dat als zelfstandige heerlijkheid een eigen koers kon varen. Na anderhalf jaar aarzelen volgde het begin 1578 toch de rebellerende Staten-Generaal. Uit defensieve overwegingen liet het gematigd antiroyalistische stadsbestuur alle gebouwen buiten de stadsmuren platbranden. In augustus 1579 verzoende Mechelen zich al weer met koning Filips door aansluiting bij de Unie van Atrecht.

## Verloop
Staatse troepen onder Olivier van den Tympel namen op 9 april 1580 Mechelen bij verrassing in, met hulp van binnenuit. Na een hevig straatgevecht begonnen ze te plunderen in wat bekend kwam te staan als de Engelse Furie, naar de Engelse en Schotse regimenten die eraan deelnamen. De kerken werden voorbehouden voor de calvinistische eredienst en de katholieke clerus vluchtte of dook onder. Het staatse garnizoen kwam ten laste van de Mechelaars, die ook een nieuw stadsbestuur kregen. De adellijke en patricische families die traditioneel de stadsmagistraat beheersten, ruimden plaats voor nieuwe personen, in meerderheid calvinisten. Toch brak er in de volgende jaren geen hevige factiestrijd uit en werden de katholieken minder vervolgd dan in andere calvinistische republieken uit die tijd. Hoewel de Mechelse calvinisten een minderheid vormden, zoals blijkt uit de samenstelling van de stadsmilities, konden ze zonder gewelddadige tegenstand besturen tot Alexander Farnese op 19 juli 1585 een militair einde maakte aan hun bewind. De calvinisten kregen vrije aftocht en de oude oligarchie werd in haar macht hersteld.
De godsdienststrijd eiste een zware demografische tol: in 1590 telde Mechelen nog maar elfduizend inwoners, een afname met twee derde tegenover 1544.